# Campeonato Europeo Sub-18 2000
El Campeonato Europeo Sub-18 2000 se llevó a cabo en Alemania del 17 al 24 de julio y contó con la participación de 8 selecciones juveniles de Europa provenientes de una fase eliminatoria con el fin de obtener una de las 6 plazas que otorga el continente para la Copa Mundial de Fútbol Sub-20 de 2001 a celebrarse en Argentina.
Francia venció en la final a Ucrania para conseguir su quinto título continental de la categoría.

## Participantes
| - Croacia - República Checa - Finlandia - Francia | - Alemania (anfitrión) - Países Bajos - Rusia - Ucrania |

## Fase de grupos

### Grupo A
| País         | J | G | E | P | GF | GC | GD | Pts |
| ------------ | - | - | - | - | -- | -- | -- | --- |
| Ucrania      | 3 | 2 | 1 | 0 | 3  | 1  | +2 | 7   |
| Alemania     | 3 | 2 | 0 | 1 | 6  | 3  | +3 | 6   |
| Países Bajos | 3 | 1 | 1 | 1 | 3  | 3  | 0  | 4   |
| Croacia      | 3 | 0 | 0 | 3 | 3  | 8  | -5 | 0   |

| Equipo 1     | Resultado | Equipo 2     |
| ------------ | --------- | ------------ |
| Alemania     | 0-1       | Ucrania      |
| Países Bajos | 3-0       | Croacia      |
| Alemania     | 3-0       | Países Bajos |
| Ucrania      | 2-1       | Croacia      |
| Croacia      | 2-3       | Alemania     |
| Países Bajos | 0-0       | Ucrania      |

### Grupo B
| País            | J | G | E | P | GF | GC | GD | Pts |
| --------------- | - | - | - | - | -- | -- | -- | --- |
| Francia         | 3 | 2 | 0 | 1 | 4  | 2  | +2 | 6   |
| República Checa | 3 | 1 | 1 | 1 | 4  | 4  | 0  | 4   |
| Finlandia       | 3 | 1 | 1 | 1 | 5  | 5  | 0  | 4   |
| Rusia           | 3 | 0 | 2 | 1 | 2  | 4  | -2 | 2   |

| Equipo 1        | Resultado | Equipo 2        |
| --------------- | --------- | --------------- |
| República Checa | 1-1       | Rusia           |
| Francia         | 1-2       | Finlandia       |
| República Checa | 0-1       | Francia         |
| Rusia           | 1-1       | Finlandia       |
| Finlandia       | 2-3       | República Checa |
| Rusia           | 0-2       | Francia         |

## Fase final

### Tercer lugar
| 23 de julio de 2000 | Alemania                                      | 3:1 (0:1) | República Checa | Landkreisstadion, Aichach                                     |                                                               |
|                     | Gemiti 48' · Auer 63' (pen.) · Jungnickel 69' | Reporte   | Baroš 3'        | Asistencia: 3,900 espectadores Árbitro(s): Tom Henning Øvrebø | Asistencia: 3,900 espectadores Árbitro(s): Tom Henning Øvrebø |

### Final
| 24 de julio de 2000 | Francia    | 1:0 (0:0) | Ucrania | Frankenstadion, Núremberg                                |                                                          |
|                     | Bugnet 81' | [http://en.archive.uefa.com/competitions/under19/history/season=2000/intro.html (enlace roto disponible en Internet Archive; véase el historial, la primera versión y la última). Reporte] |         | Asistencia: 32,000 espectadores Árbitro(s): Paulo Paraty | Asistencia: 32,000 espectadores Árbitro(s): Paulo Paraty |

## Campeón
| Eurocopa Sub-18 2000 |
| -------------------- |
| Bandera de Francia   |
| Francia 5º Título    |

## Clasificados al Mundial Sub-20
| - República Checa - Finlandia | - Francia - Alemania | - Países Bajos - Ucrania |